# Shimpling
Shimpling ist ein Dorf und eine Verwaltungseinheit im District Babergh in der Grafschaft Suffolk, England. Shimpling ist 31,3 km von Ipswich entfernt. Im Jahr 2022 hatte es eine Bevölkerung von 450 Einwohnern. Shimpling wurde 1086 im Domesday Book als Simplinga erwähnt.